# ایل قرخلو

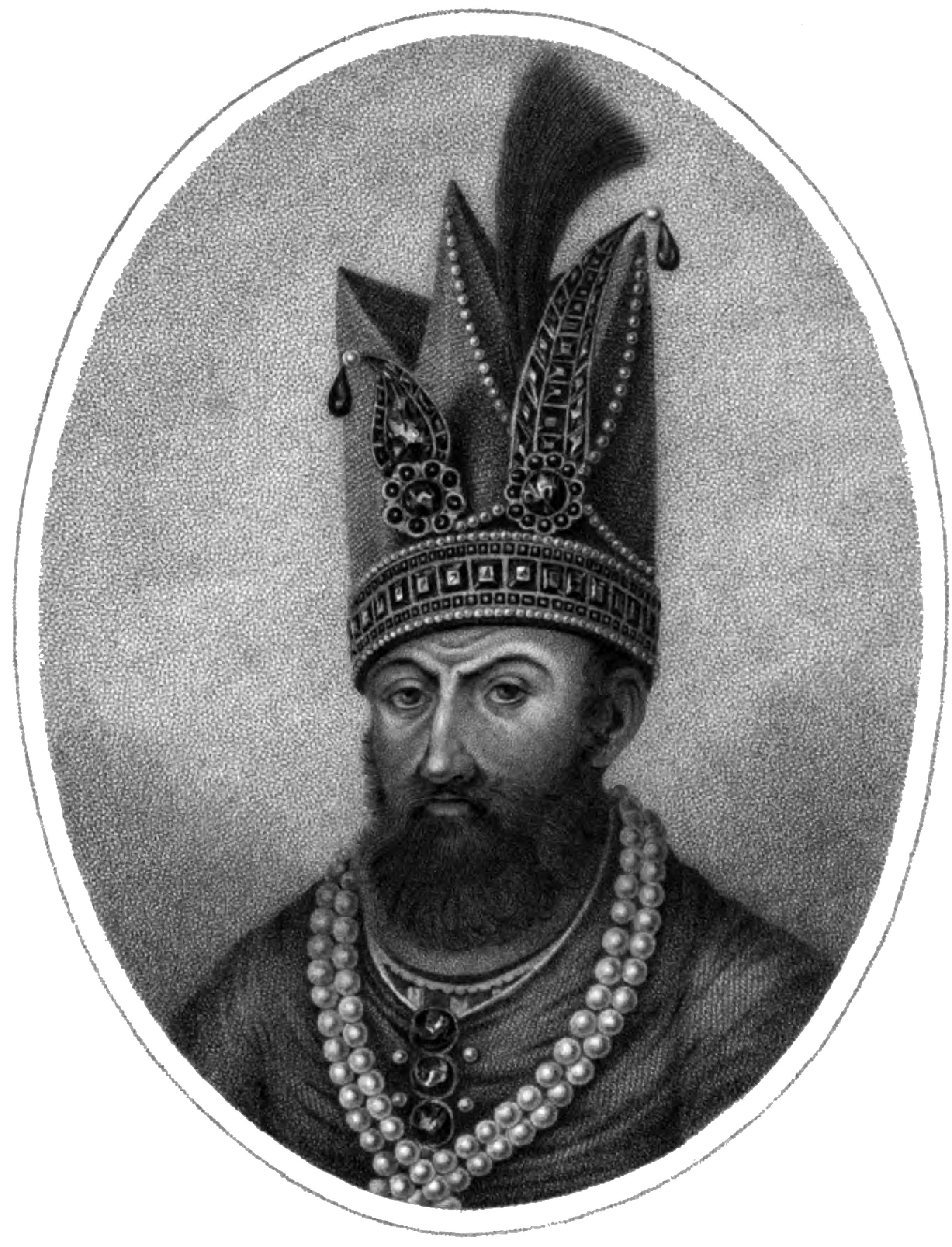
نادرشاه افشار از ایل قرخلو

ایل قرخلو یا قِرِقلو (به ترکی :qırxlı oymağı) یکی از دو شاخهٔ بزرگ ایل افشار (از قبایل ترک اغوز) است. نادرشاه افشار از این ایل است. ایل قرخلو از ایل افشار است که در زمان حمله مغول‌ها به آسیای میانه که خانه و کاشانه خود را رها ساخته و به سوی آذربایجان حرکت کردند. میرزا مهدی استرآبادی، منشی مخصوص نادرشاه در کتاب خود، نادر را از ایل قرخلو می‌داند که تیره‌ای از افشارند که مسکن و مأوای قدیم آن‌ها، ترکستان است. همچنین می‌افزاید:
«در ایامی که مغولیه بر ترکستان استیلا یافتند، از ترکستان کوچ کردند. در آذربایجان توطن اختیار و بعد-از ظهور خاقان گیتی‌ستان، شاه اسماعیل انار الله برهانه به تقریبات کوچ کرده و در سرچشمهٔ میاب کوپکان من محال ابیورد خراسان (امروزه محله ای به نام ابیوردی در شیراز وجود دارد که مردم آن از خراسان به آنجا کوچانده شده‌اند) که در سمت شمال مشهد طوس است؛ الخ (الی آخر) توطن اختیار کردند.
عبدالحسین نوایی نیز در کتاب خود می‌نویسد: «نادر از قبیلهٔ  افشار و از تیره قرخلو بود. افشار (اوشار) طایفه‌ای صحرانشین وترک زبان و این ایل که علی الظاهر در ضمن استیلای مغول به ایران آمد و در این سرزمین جا گرفت، مرکز اصلیشان در آذربایجان غربی بود؛ ولی قسمتی از آنان را شاه اسماعیل صفوی به خراسان شمالی در حدود ابیورد کوچ داد تا در برابر ازبکان سدی استوار باشند. زبان این طایفه، ترکی بود و محل قشلاقشان در حوالی دستگرد و درگز بود.
سرداران معروف ایل قرخلو
سردار ابراهیم خان قرخلو ظهیرالدوله:
برادر نادرشاه، که از ابتدا یار صمیمی و همراه با وفای برادرش بود و در نبردهای نادرشاه شرکت، و از سوی او مقامات مهم و، ایالت خراسان و ایالت آذربایجان، فرماندهی کل قوای ایران را برعهده داشت و در جنگ با لگزی‌های داغستان کشته شد، ابراهیم خان هم در بیرون راندن متجاوزان و غاصبان از کشور و بازگردانیدن استقلال ایران سهم شایسته‌ای داشت، زحمات و خدمات ابراهیم خان همیشه مورد توجه و تقدیر نادرشاه بود.
سردار امام وردی خان قرخلو:
از سرداران رشید و معروف و رجل سیاسی نادری بود، این سردار بقدری از حیث صورت و هیکل و شباهت، مانند نادر بود، که اغلب اوقات-که نادرشاه ناچار می‌شد مقر فرماندهی را ترک کند او را به جای خود می‌گذاشت. امام وردی خان هم، در جنگ‌ها و پیروزی‌های نادرشاه شرکت داشت و در افتخارات او سهیم بود. در سرکوبی شورشیان تقی خان دریاسالار ایران در اثر اصابت گلوله توپ کشته شد.
سردار امیر اصلان خان قرخلو:
وی فرزند پسر عمه نادرشاه است که رشید و دلیر بود و از یاران و همکاران صمیمی و وفادار نادرشاه به‌شمار می‌رفت و در اکثر جنگ‌های میهنی شرکت داشت و برای کسب پیروزی نادر فداکاری می‌کرد. امیر اصلان خان از سوی نادرشاه به استانداری آذربایجان منصوب شد و بعد از کشته شدن نادر، به‌دست ابراهیم‌شاه برادرزادهٔ نادرشاه کشته شد.
سردار صالح خان قرخلو:
از نزدیکان و مسئول دربار و مورد اعتماد نادرشاه بود، که در فتح‌آباد قوچان به او خیانت کرد و با همدستی، محمد قلی خان افشار ارومی فرمانده نگهبانان دربار نادری و محمد خان قاجار ایروانی، و موسی بیگ ابرلو افشار، و قوجه خان گوندوزلو افشار، نادرشاه افشار را کشتند و سر او را بریدند و برای علی‌قلی میرزا برادرزاده نادرشاه، که قبلاً با او برای کشتن نادرشاه توطئه کرده بودند و در آن موقع، در هرات منتظر اقدامات آن‌ها بود، فرستادند؛ و به این وسیله او را به سلطنت رسانیدند، ولی این توطئه نتیجه مطلوب به‌بار نیاورد، سلطنت تقلبی به علی قلی میرزا وفا و بقا ننمود، بعد از یکسال با دست، مادران و زنان فرزند و شوهر کشته شده به دست آنها، قطعه قطعه گردید.
امروزه نامی که از ایل قرخلو باقی‌مانده‌است روستای قرخلو، از توابع بخش مرکزی شهرستان ارومیه و در شهرستان ارومیه استان آذربایجان غربی ایران قرار دارد. این روستا در دهستان نازلوی جنوبی قرار داشته و بر اساس سرشماری سال ۱۳۸۵ جمعیت آن برابر با ۹۳ نفر (۳۰ خانوار) بوده‌است. 
همچنین روستای قرخلو (تکاب) که از توابع بخش مرکزی شهرستان تکاب در استان آذربایجان غربی ایران است. این روستا در دهستان انصار قرار دارد و براساس سرشماری مرکز آمار ایران در سال ۱۳۸۵، جمعیت آن ۴۲۱ نفر (۹۴خانوار) بوده‌است. مردم این روستا به زبان ترکی آذربایجانی تکلم می‌کنند و شیعه هستند. روستای دیگری به نام قرخلو در استان فارس شهرستان مرودشت در بخش ابرج قرار دارد که همگی ترک قرخلو هستند و به زبان ترکی تکلم می‌کنند.
```
(آقامحمدخان قاجار بخشی از ایل قرخلو واقع در خراسان را به شهریار تهران، استان مرکزی، اراک و خمین کوچاند)
[
نیازمند منبع
]
```

همچنین در ایل قشقایی که در جنوب ایران و در محدوده استان‌های فارس، اصفهان، بوشهر و کهگیلویه و کرمان زندگی می‌کنند تیره ای به نام قرخلو وجود دارد که از طایفه دره شوری می‌باشد که از دو بنکو‌ تشکیل شده ، مصطفی لو و اسماعیل لو که در شهرستان کازرون و شیراز و‌ سمیرم و‌ شهرضا سکونت دارند و طایفه ای نیز بنام اووشار (افشار_رحیملی) وجود دارد.
تغییرات نام ایل:
با گذشت زمان و به دلیل لحن محاوره ای نادرست از سوی قشر عام جامعه، نام این ایل با افتادن نقطه از روی (حرف قاف) از قرخلو به فرخلو تغییر یافت.

نسل امروزین:
هم اکنون نسل امروزین این ایل با تغییر نام دوم خود در قرن گذشته (از قرخلو به معرفتی و ریاحی و فرخلو ) در استان زنجان و استان تهران مستقر هستند.